# Jacques Dupuis
Jacques Dupuis (5. prosince 1923 Huppaye – 28. prosince 2004 Řím) byl belgický jezuitský kněz. Jezuitou se stal v roce 1941. Po dokončení náboženských studií opustil Belgii a vydal se do Indie. Tato tříletá zkušenost jej přivedla k objevení hinduismu jako něčeho, co utvářelo osobnosti studentů jemu svěřených. Byl to objev rozmanitosti náboženství a začátek dlouholetého výzkumu toho, zda se Bůh opravdu projevuje jen a pouze skrze osobu Ježíše Krista. Napsal knihu Směřování Křesťanské teologie k náboženskému plularismu.